# شاتو دي روكيتيد
شاتو دي روكيتيد هي شاتو تقع في إقليم جرندة،فرنسا. تم إدراج المبنى في المعالم التاريخية في فرنسا منذ 1976.